# Сартачуль
Сартачу́ль — деревня в Шарыповском районе Красноярского края России. Входит в состав Парнинского сельсовета.

## География
Деревня расположена в 42 км к югу от районного центра Шарыпово.

## История
Когда территория была присоединена к России, улус Сартачульский был невелик. Численность его жителей то увеличивалась, то снижалась. Так, в 1906 году в нём насчитывалось всего шесть десятков человек, в 1911 году – 82, а дворов в это время было только одиннадцать. В Сартачуле жили хакасы, а в девятнадцатом начале двадцатого века стали селиться русские семьи. Ныне в деревне Сартачуль находятся базы отдыха и дачи, раскиданные по берегу озера Большого.

## Население
| 1906 | 1911 | 2010 |
| ---- | ---- | ---- |
| 60   | ↗82  | ↘78  |

Гендерный состав
По данным Всероссийской переписи населения 2010 года 38 мужчин и 40 женщин из 78 чел.